# Halowe Mistrzostwa Europy w Lekkoatletyce 2013 – skok w dal kobiet
Skok w dal kobiet – jedna z konkurencji rozegranych podczas halowych lekkoatletycznych mistrzostw Europy w hali Scandinavium w Göteborgu.
Tytuł wywalczony 2 lata temu w Paryżu obroniła Rosjanka Darja Kliszyna.

## Rekordy
| Rekord świata                        | Heike Drechsler  | 7,37 | Wiedeń, Austria  | 13 lutego 1988   |
| Rekord Europy                        | Heike Drechsler  | 7,37 | Wiedeń, Austria  | 13 lutego 1988   |
| Rekord mistrzostw Europy             | Heike Drechsler  | 7,30 | Budapeszt, Węgry | 5 marca 1988     |
| Najlepszy wynik na świecie w sezonie | Olga Kuczerienko | 7,00 | Krasnodar, Rosja | 20 stycznia 2013 |
| Najlepszy wynik w Europie w sezonie  | Olga Kuczerienko | 7,00 | Krasnodar, Rosja | 20 stycznia 2013 |

## Terminarz
| Data    | Godzina |            |
| ------- | ------- | ---------- |
| 1 marca | 10:05   | Eliminacje |
| 2 marca | 16:00   | Finał      |

## Rezultaty
| NR – rekord kraju \| WL – najlepszy tegoroczny wynik na listach światowych \| EL - najlepszy tegoroczny wynik na listach europejskich |
| SB – najlepszy wynik w sezonie \| PB – rekord życiowy                                                                                 |

### Eliminacje
Do eliminacji zgłoszono 19 zawodniczek. Aby awansować do finału – w którym startowało 8 zawodniczek – należało uzyskać wynik 6,65. W przypadku gdyby rezultat ten osiągnęła mniejsza liczba skoczkiń – lub żadna ze startujących – kryterium awansu były najlepsze wyniki uzyskane przez zawodniczki (q).
| Poz. | Zawodniczka          | Reprezentacja   | #1   | #2   | #3   | Wynik | Uwagi |
| ---- | -------------------- | --------------- | ---- | ---- | ---- | ----- | ----- |
| 1    | Darja Kliszyna       | Rosja           | 6,62 | 6,58 | –    | 6,62  | q     |
| 2    | Erica Jarder         | Szwecja         | X    | 6,61 | –    | 6,61  | q,    |
| 2    | Shara Proctor        | Wielka Brytania | 6,61 | –    | –    | 6,61  | q     |
| 4    | Éloyse Lesueur       | Francja         | 6,60 | –    | –    | 6,60  | q     |
| 5    | Ivana Španović       | Serbia          | 6,59 | –    | –    | 6,59  | q     |
| 6    | Olga Kuczerienko     | Rosja           | 6,48 | 6,42 | 6,54 | 6,54  | q     |
| 7    | Anastasija Mochniuk  | Ukraina         | 6,47 | 6,19 | 6,52 | 6,52  | q     |
| 8    | Cornelia Deiac       | Rumunia         | X    | 6,46 | 6,52 | 6,52  | q     |
| 9    | Swietłana Dieniajewa | Rosja           | 5,74 | 6,44 | 6,50 | 6,50  |       |
| 10   | Wolha Sudarawa       | Białoruś        | 6,01 | 6,28 | 6,43 | 6,43  |       |
| 11   | Alina Rotaru         | Rumunia         | 6,30 | 6,39 | 6,32 | 6,39  |       |
| 12   | Renata Medgyesová    | Słowacja        | 6,35 | 6,17 | 6,21 | 6,35  | SB    |
| 13   | Lauma Grīva          | Łotwa           | 6,26 | 6,18 | 6,34 | 6,34  |       |
| 14   | Melanie Bauschke     | Niemcy          | 6,16 | 6,19 | 6,19 | 6,19  |       |
| 15   | Jana Velďáková       | Słowacja        | X    | 6,17 | X    | 6,17  |       |
| 16   | Stefanie Voss        | Niemcy          | X    | 6,12 | X    | 6,12  |       |
| 17   | Florentina Marincu   | Rumunia         | X    | 5,98 | X    | 5,98  |       |
| 18   | Sevim Sinmez Serbest | Turcja          | X    | 5,97 | 5,81 | 5,97  |       |
| 19   | Giulia Liboà         | Włochy          | X    | X    | 5,94 | 5,94  |       |

### Finał
| Poz. | Zawodniczka         | Reprezentacja   | #1   | #2   | #3   | #4   | #5   | #6   | Wynik | Uwagi |
| ---- | ------------------- | --------------- | ---- | ---- | ---- | ---- | ---- | ---- | ----- | ----- |
|      | Darja Kliszyna      | Rosja           | 7,01 | 6,83 | X    | 6,57 | 6,71 | X    | 7,01  | WL    |
|      | Éloyse Lesueur      | Francja         | 6,85 | X    | X    | 6,87 | 6,90 | X    | 6,90  | NR    |
|      | Erica Jarder        | Szwecja         | X    | 6,55 | X    | 6,56 | X    | 6,71 | 6,71  | PB    |
| 4    | Shara Proctor       | Wielka Brytania | 6,68 | 6,54 | X    | 6,69 | 6,60 | X    | 6,69  |       |
| 5    | Ivana Španović      | Serbia          | X    | 6,48 | 6,62 | 6,38 | 6,44 | 6,68 | 6,68  |       |
| 6    | Olga Kuczerienko    | Rosja           | 6,31 | 6,59 | 6,62 | X    | 6,44 | X    | 6,62  |       |
| 7    | Cornelia Deiac      | Rumunia         | 6,35 | 6,48 | 6,52 | 6,38 | 6,48 | 6,48 | 6,52  |       |
| 8    | Anastasija Mochniuk | Ukraina         | X    | X    | X    | 6,19 | 6,43 | 6,46 | 6,46  |       |